# 磯野直秀
磯野 直秀（いその なおひで、1936年(昭和11年)3月8日 - 2012年(平成24年)7月9日）は、日本の動物学者、博物学史研究者。慶應義塾大学名誉教授（博物学史）。

## 人物
1936年生まれ。東京生まれ。1959年東京大学理学部生物学科動物学専攻卒、1964年同大学院生物系研究科動物学専攻博士課程修了、「ウニ卵の五炭糖リン酸回路」で理学博士。1965年東京都立大学 (1949-2011)理学部助手、1977年慶應義塾大学理工学部助教授、1981年教授、2002年定年退任、名誉教授（博物学史）。
古文書に掲載されている動植物の記述や絵を研究して「日本博物誌総合年表」(磯野直秀 2012)などの著作をおこなった。
2012年7月9日脳内出血で死去(朝日新聞 2012)。
なお、遺族によって蔵書や研究ノートなどは大阪市立自然史博物館に寄贈された。

## 著書
- 『ヒトと人間 文明の発達と生きものとしての人間』保健同人社 1974
- 『物質文明と安全 生きものの立場から』日本経済新聞社 日経新書 1974
- 『化学物質と人間 PCBの過去・現在・未来』中公新書 1975
- 『モースその日その日 ある御雇教師と近代日本』有隣堂 1987
- 『三崎臨海実験所を去来した人たち 日本における動物学の誕生』学会出版センター 1988
- 『日本博物誌年表』平凡社 2002
- 『日本博物誌総合年表 索引・資料編』平凡社 2012
- 『日本博物誌総合年表 総合年表編』平凡社 2012

### 共編著
- 『PCBの記録』磯野直秀他PCB追跡グループ編 資料通信 1972
- 『ミズカマキリはとぶ 一動物学者の軌跡』竹脇潔共著 学会出版センター 1985
- 『博物図譜ライブラリー 5 舶来鳥獣図誌 唐蘭船持渡鳥獣之図と外国産鳥之図』内田康夫と解説 八坂書房 1992

### 翻訳
- H.A.シュレーダー『重金属汚染 何がどう恐ろしいのか』日本経済新聞社 1976
- N.ウェード『人類最後の実験 遺伝子組換えは許されるか』ダイヤモンド社 1978
- T.ハワード, J.リフキン『遺伝工学の時代 誰が神に代りうるか』岩波現代選書 1979
- P.J.ホガース『胎生』朝倉書店 1980
- C.パターソン『現代の進化論』磯野裕子共訳 岩波書店 1982
- C.パターソン『現代進化学入門』馬渡峻輔,上原真澄共訳 岩波書店 2001

### 追悼文集
- 『磯野直秀先生を偲ぶ』「磯野直秀先生を偲ぶ会」事務局 2012

## 論文
- 国立情報学研究所収録論文 国立情報学研究所

## 参考
- 『現代日本人名録』2002年